# Monique Wittig

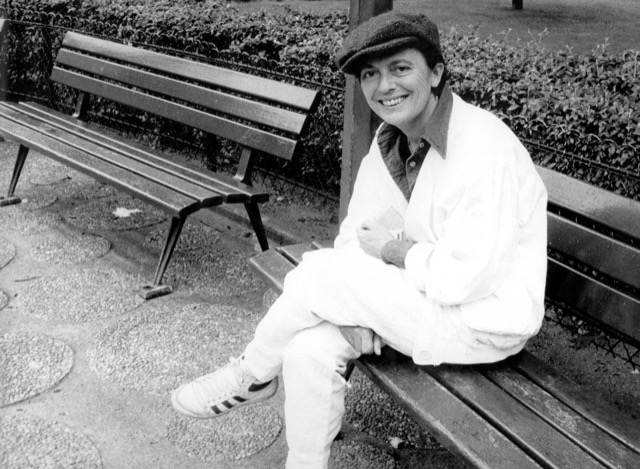
Monique Wittig

Monique Wittig (* 13. Juli 1935 in Dannemarie (Haut-Rhin), Frankreich; † 3. Januar 2003 in Tucson, Arizona, USA) war eine französische Schriftstellerin und feministische Theoretikerin. Ihr besonderes Interesse galt der Überwindung von Gender. Im Jahr 1964 erschien ihr erster Roman L’opoponax, für den sie mit dem renommierten französischen Literaturpreis Prix Médicis ausgezeichnet wurde.

## Leben
Die gebürtige Elsässerin zog in den 1950er Jahren nach Paris, wo sie an der Sorbonne studierte.
Sie war eine der Gründerinnen des Mouvement de libération des femmes (MLF). Am 26. August 1970 legte sie, begleitet von zahlreichen anderen Frauen, Blumen am Arc de Triomphe nieder, um die Frau des unbekannten Soldaten zu ehren. Die Frauen wurden daraufhin von der Polizei verhaftet. Dies gilt als erstes bedeutendes Ereignis des neueren französischen Feminismus.

1971 beteiligte sie sich an Gouines rouges (Rote Lesben), der ersten lesbischen Gruppe in Paris. Sie war auch an der Gruppe Femmes Révolutionnaires (Revolutionäre Frauen) beteiligt. In den 1960er Jahren hatte Monique Wittig die Künstlerin Lena Vandrey kennengelernt und verschiedene Projekte vereinten ihre Arbeit. Vandrey illustrierte in den 1970er Jahren Titelseiten der Bücher von Monique Wittig und Sande Zeig wie Brouillon pour un dictionnaire des amantes (1975), in deutscher Sprache Lesbische Völker (1983), und Les Guérillères (deutsch Die Verschwörung der Balkis). Für Vandreys 1974 erschienenen Zyklus der unverwüstlichen Geliebten (Cycle des amantes imputrescibles) verfasste Monique Wittig Texte. Zusammen arbeiteten sie an Wittigs Theaterstück Le Voyage sans fin (1985), für das Lena Vandrey Kostüme und Bühnenbild entwarf.

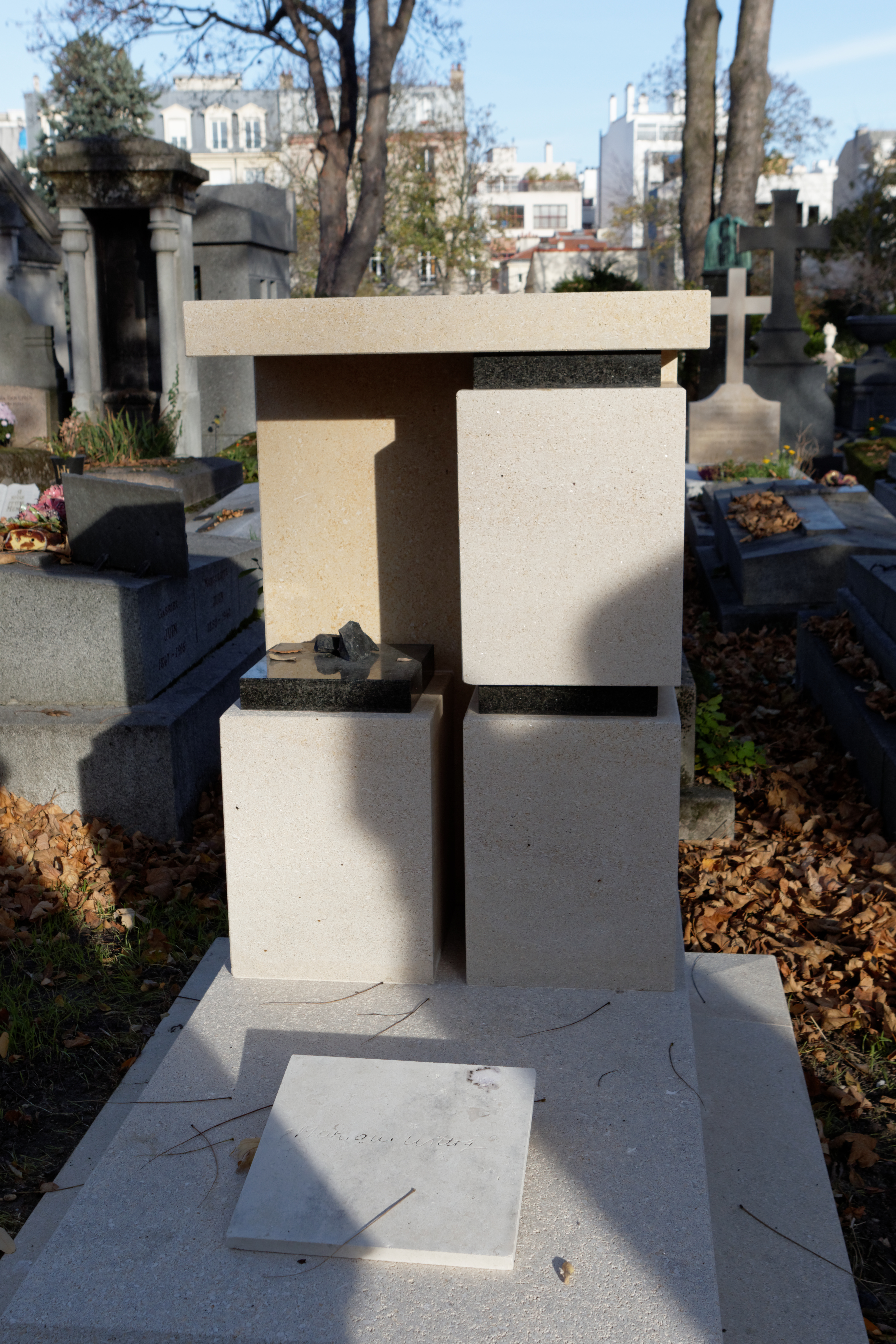
Grabstätte auf dem Pariser Friedhof Père-Lachaise

Mit ihrer Partnerin Sande Zeig lebte Monique Wittig ab 1976 in den USA. Sie begann an verschiedenen Universitäten zu lehren und verfasste hauptsächlich Texte und Essays zu Themen wie Gender und Queer-Theorie, die als grundlegende Werke gelten und u. a. von Judith Butler aufgegriffen wurden. Eine Sammlung dieser Schriften wurden 1992 in The Straight Mind veröffentlicht. 
Wittigs Roman Virgile, non, in dem die Protagonistin in Anspielung auf Dantes Göttliche Komödie durch das Fegefeuer und die Hölle des Patriarchats schließlich in das weibliche Paradies eintritt, erschien 1985. Zusammen mit Sande Zeig arbeitete sie an Theaterstücken und filmischen Werken; sie produzierten 2001 den Film The Girl. 2003 starb sie in Arizona, bestattet wurde sie auf dem Père-Lachaise in Paris.

## Literarisches Werk

### Opoponax
Mit 30 Jahren veröffentlichte Monique Wittig ihren ersten Roman L’Opoponax, für den sie mit dem bedeutenden französischen Literaturpreis Prix Médicis ausgezeichnet wurde. Marguerite Duras bezeichnete dieses Werk als chef-d’œuvre – als Meisterwerk – der modernen Literatur. Opoponax erzählt von einem Mädchen namens Catherine Legrand und ihrer Kindheit in einem ländlichen Gebiet Frankreichs. Die nichttraditionelle Erzählweise unterstreicht die nostalgische und kindliche Faszination sowie die mythischen Begegnungen der heranwachsenden kindlichen Protagonisten. Opoponax steht für Gefahr, für die erste Liebe Catherine Legrands, die sich in der Grundschule in eine Mitschülerin verliebt und deren Beziehung bis zum Abitur beschrieben wird.

### Die Verschwörung der Balkis
Les Guérillères ist Wittigs zweiter Roman, der 1969 erschien und in zahlreiche Sprachen übersetzt wurde. Mit Les Guérillères schuf Monique Wittig ein Wort, das kombiniert aus guer, bezogen auf guerre, Krieg, und auf guérilla ein Substantiv bildet, das grammatikalisch eine ursprünglich weibliche Form aufweist. Das Anhängen einer weiblichen Endung an ein männliches Substantiv entfällt, vergleichbar im Deutschen mit Die Krieginnen statt Die Kriegerinnen.
Frauen gründen in Les Guérillères einen kriegerischen Frauenstaat, der den Mythos um die Amazonen in einen feministischen Kontext setzt. Denn utopisches Denken kann sich Wittigs Ansicht nach nur in einer separatistischen Gesellschaft entfalten: in einer Stadt der Frauen. Unter diesen Bedingungen ermächtigen Frauen sich ihrer selbst und lassen sie Wut, Kraft, Stärke und Durchsetzungsvermögen erleben. Die Geschichten lassen die Welt in ein Chaos versinken, die gewohnte Ordnung wird durcheinandergewirbelt. Gleichzeitig beschwört Wittig die Hoffnung auf einen Neubeginn:

„Sie sagen, dass sie gelernt haben, auf ihre eigenen Kräfte zu zählen. Sie sagen, sie wissen, was sie vereint bedeuten. Sie sagen, dass diejenigen, die die Welt verändern wollen, sich vor allem der Gewehre bemächtigen. Sie sagen, dass sie von Null aufbrechen. Sie sagen, dass es eine neue Welt ist, die beginnt.“

Wittigs kraftvolle Sprache, die spielerisch ein Ausdruck von Anarchie und Freiheit ist, lässt somit auch die Aufbruchzeit der 68er-Revolution erahnen.
Die Besonderheit des Romans ist die Verwendung der Personalpronomina als Stilmittel, um eine autonome Gemeinschaft weiblicher Wesen, die eine feministische Utopie bilden, darzustellen. Das französische Pronomen elles für das weibliche und ils für das männliche nutzt Wittig, um Unterscheidungen der Geschlechter hervorzuheben. Das deutsche Personalpronomen sie erlaubt im Plural keine Unterscheidung des Geschlechts. In die deutsche Übersetzung ist diese sprachliche Unterscheidung nicht zu übertragen, es wurde stattdessen für die männliche Form statt sie das hinweisende die genutzt.
Monique Wittig betonte in La Marque du genre in La Pensée Straight: „Die Richtung, zu der ich mit diesen universellen ‚elles‘ tendierte, ist nicht die Feminisierung der Welt (genauso schrecklich wie die Maskulinisierung), sondern … ich habe versucht, die Geschlechterkategorien in der Sprache hinfällig werden zu lassen.“

## Theorien
Monique Wittig nannte sich selbst eine „radikale Lesbe“, wobei sie sich auf ihre politische und ihre sexuelle Orientierung bezog. Diese Sensibilität findet sich in ihren Büchern wieder, in denen sie ausschließlich Frauen darstellt. Um jede Verwirrung zu vermeiden, stellte sie fest:
„So etwas wie Frauenliteratur gibt es für mich nicht. In der Literatur unterscheide ich nicht zwischen Frauen und Männern. Entweder ist jemand Schriftsteller(in) oder nicht. Die ist ein geistiger Raum, in dem das Geschlecht nicht bestimmend ist. Es muß Platz für Freiheit geben. Die Sprache erlaubt dies. Es geht darum, eine Idee des Neutralen zu entwickeln, die der Sexualität entgeht.“
Als Theoretikerin des materialistischen Feminismus stigmatisiert sie den politischen Mythos „die Frau“ und klagt die Heterosexualität an, ein politisches Regime sowie die Basis eines Sozialvertrags zu sein, den Lesben ablehnen:
„… und es wäre unkorrekt zu sagen, dass Lesben mit Frauen zusammen sind, Liebe machen, leben, denn ‚Frau‘ hat nur Bedeutung im heterosexuellen System des Denkens und in heterosexuellen ökonomischen Systemen. Lesben sind keine Frauen.“ (1978)
Wittig zufolge existiert die Kategorie „Frau“ nur in Relation zur Kategorie „Mann“, und „Frauen“ würden ohne Beziehung zu „Männern“ aufhören „Frauen“ zu sein. 

## Rezeption
Das erste internationale Symposium über Monique Wittig fand 2001 in Paris statt und war eine Veranstaltung, die aus Lesungen, Aufführungen und Ausstellungen zu ihrem Werk bestand. Die Veranstalterinnen Suzette Robichon und Marie-Hélène Bourcier veröffentlichten im Anschluss den Tagungsband Parce que les lesbiennes ne sont pas des femmes (deutsch Weil Lesben keine Frauen sind). In nachfolgenden Jahren folgten weitere Veranstaltungen, die vom neu gegründeten Verein L’association des Ami.es de Monique Wittig (deutsch Verein der Freund.innen von Monique Wittig) organisiert wurden. Ziel des Vereins ist, ein Netzwerk zu schaffen, um Forschungen und Arbeiten, die zum Werk Wittigs entstehen, sichtbar zu machen. 

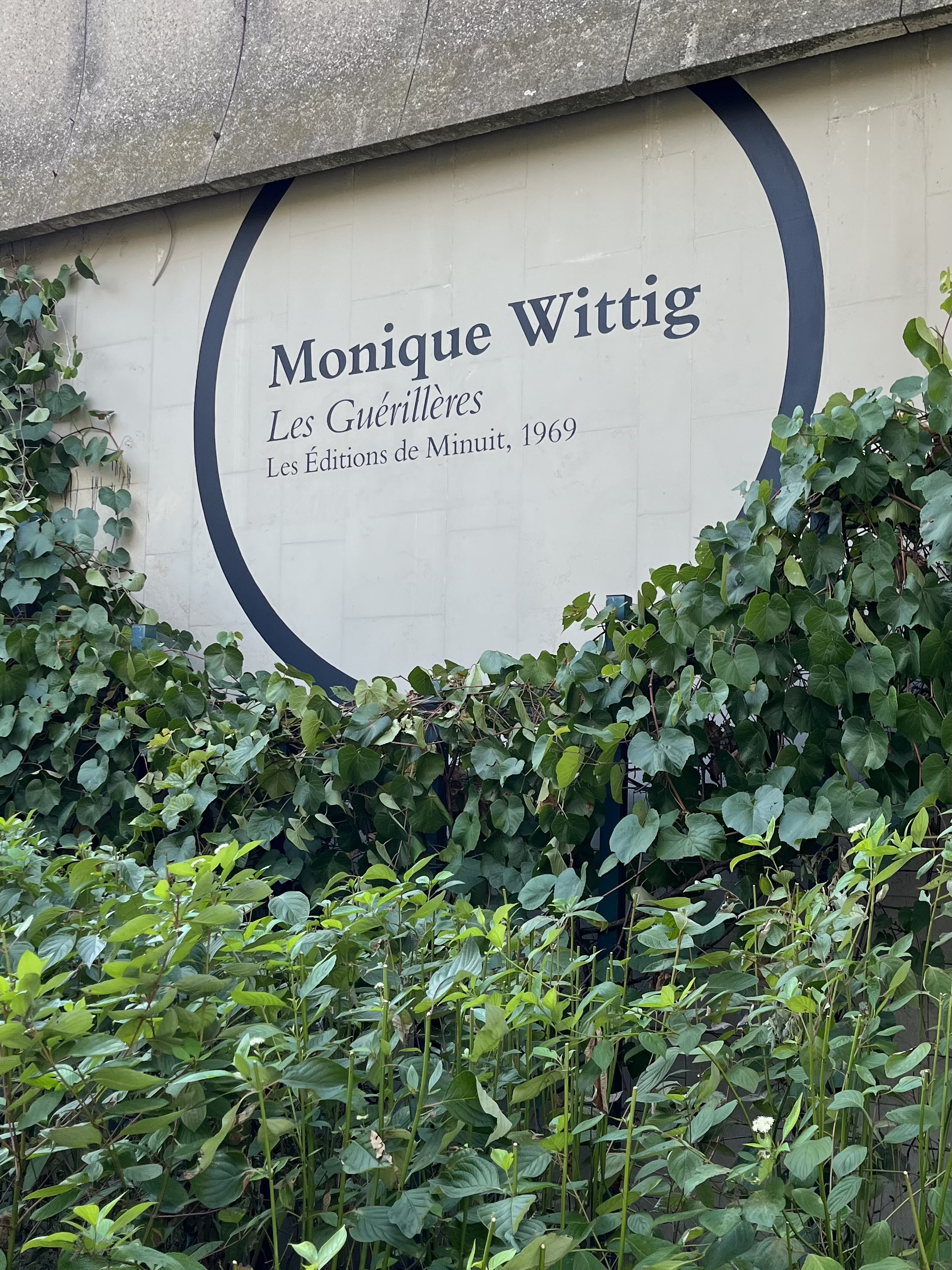
Jardin Monique Wittig 2022

Die Vereinigung der Freunde von Monique Wittig – französisch L’association des Ami.es de Monique Wittig – wurde 2014 gegründet, um die Werke von Monique Wittig zu bewahren und der Nachwelt zu erhalten.
Im Juni 2022 organisierte die Association des ami.es de Monique Wittig Lesungen zu Wittigs Werk Le Voyage sans fin in der Maison de la poésie in Paris mit Adèle Haenel und Nadège Beausson-Diagne, begleitet von Suzette Robichon und Caroline Geryl. Das Theaterstück Le Voyage sans fin, das von Monique Wittig und Sande Zeig in The Constant Journey veröffentlicht und in den USA inszeniert wurde, ist eine feministische und lesbische Neufassung von Don Quijote. Es blieb Wittigs einziges aufgeführtes Theaterstück.
Die Gemeinde Dannemarie hat 2017 eine Straße nach Monique Wittig eingeweiht und benannt.
Die Stadt Paris benannte 2020 im 14. Arrondissement einen Park Jardin Monique-Wittig. Er wurde vom Pariser Rathaus im September 2021 mit Suzette Robichon vom Verein der Freunde von Monique Wittig, Dominique Samson, der Nichte von Monique Wittig, und Sande Zeig, ihrer Lebensgefährtin und Mitautorin, eingeweiht.

## Auszeichnungen
- 1964: Prix Médicis für Opoponax

## Werke (Auswahl)
deutschsprachig
- Opoponax. Übersetzt von Elmar Tophoven, Rowohlt, Reinbek b. Hamburg 1966
- Aus deinen zehntausend Augen, Sappho. Amazonen-Frauenverlag, Berlin 1977
- Die Verschwörung der Balkis. Frauenoffensive, München 1980
- mit Sande Zeig: Lesbische Völker: ein Wörterbuch. Übersetzt von Gabriele Meixner und Verena Stefan, Frauenoffensive, München 1983
- Das straighte Denken. Übersetzt von Benjamin Dittmann-Bieber und Arabel Summent, Merve, Leipzig 2023, ISBN 978-3-96273-065-9.

französisch
- L'Opoponax. Les Éditions de Minuit, Paris 1964, ISBN 978-2-707-34447-2.
- Les Guérillères. Les Éditions de Minuit, Paris 1969, ISBN 978-2-707-34570-7.
- Le corps lesbien. Les Éditions de Minuit, Paris 1973, ISBN 978-2-707-30097-3.
- mit Sande Zeig: Brouillon pour un dictionnaire des amantes. Bernard Grasset, Paris, ISBN 978-2-246-19482-8.
- Virgile, non. Les Éditions de Minuit, Paris 1985, ISBN 978-2-707-31021-7.
- Le voyage sans fin: à partir du Quichotte de Cervantes. Malakoff Distique, Vlasta 4 1985.
- mit Marie-Hélène Bourcier: La pensée straight. Éditions Amsterdam 1992, ISBN 978-2-354-80175-5.

englisch
- The Straight Mind and other Essays, Beacon Press, Boston 1992, ISBN 978-0807079171.

Der Film The Girl (2000) von Sande Zeig beruht auf einer Kurzgeschichte von Wittig.